# Sporochnaceae
Famille
Les Sporochnaceae sont une famille d’algues brunes de l’ordre des Sporochnales. 

## Étymologie
Le nom vient du genre type Sporochnus, dérivé du grec ancien σπορα / spora, , « graine ; semence », et Χνόος / chnóos, « duvet ; laine de rembourrage », en référence aux « tubercules fructifères terminés par des poils ».
Il est à noter que, le nom « Sporochnaceae » a la même structure étymologique (mais inversée) que celle de la famille des Chnoosporaceae.

## Liste des genres
Selon AlgaeBase (25 août 2017) :
- Austronereia Womersley
- Bellotia Harvey
- Carpomitra Kützing
- Encyothalia Harvey
- Lucasia Yee & A.J.K.Millar
- Nereia Zanardini
- Perisporochnus V.J.Chapman
- Perithalia J.Agardh
- Sporochnema Womersley
- Sporochnus C.Agardh
- Tomaculopsis A.B.Cribb

Selon ITIS (25 août 2017) :
- Carpomitra
- Nereia
- Sporochnus

Selon World Register of Marine Species (25 août 2017) :
- Austronereia Womersley, 1987
- Bellotia Harvey, 1855
- Carpomitra Kützing, 1843
- Encyothalia Harvey, 1859
- Lucasia Yee & A.J.K.Millar, 2009
- Nereia Zanardini, 1846
- Perisporochnus V.J.Chapman, 1954
- Perithalia J.Agardh, 1890
- Sporochnema Womersley, 1987
- Sporochnus C.Agardh, 1817
- Sporochonema Womersley, 1987
- Tomaculopsis A.B.Cribb, 1960